# بلاك بيري تاور
بلاك بيري تاور (بالإنجليزية: BlackBerry Tour)‏ هو هاتف ذكي من بلاك بيري يعمل بنظام بلاك بيري، تم طرحه في الأسواق في 2009.

## الخصائص
- نظام التشغيل: بلاك بيري
- الكاميرا الأمامية: 3.2 ميجابكسل
- الشاشة: 480×360
- الوزن: 130 غرام
- المعالج: 528 ميجا هرتز